# Финер
Финер (Finnair) је национална авио-компанија Финске. Основана је 1. новембра 1923. године, а свој први лет је обавила 20. марта 1924. године авионом Јункерс Ф.13 са скијама (хидроавион), који је саобраћао између Хелсинкија и Талина. Хидроавиони су коришћени до 1936. године, када су изграђени први аеродроми у Финској, а први прекоокеански лет је обављен 1969. године за Њујорк.
Финер је данас мешовито акционарско друштво, у коме је држава власник 55,8% акција. Током 2006. године, Финер је превезао укупно 8,8 милиона путника, на 15 линија у домаћем и 55 у међународном саобраћају.